# Prix Jules-Verne
Ne doit pas être confondu avec Trophée Jules-Verne.

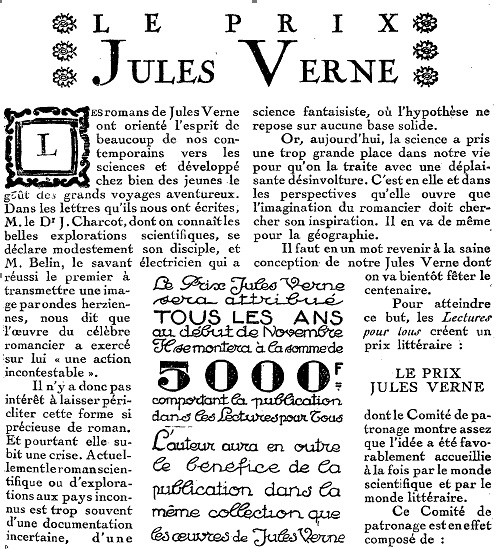
Présentation publicitaire du prix Jules-Verne dans le magazine Lectures pour Tous, avril 1926.

Le prix Jules-Verne (dont le  nom rend hommage à Jules Verne) était un prix littéraire qui a récompensé de 1927 à 1933 puis de 1958 à 1963 des œuvres d'aventure fantastique et de science-fiction d'auteurs français.

## Histoire
Le prix Jules Verne est attribué de 1927 à 1933 puis de 1958 à 1963. Fondé en 1926 par le magazine Lectures pour tous appartenant aux éditions Hachette qui ont racheté en 1914 la maison d'édition Hetzel, son comité de patronage compte René Doumic, Henry Bordeaux, Georges Lecomte, Jean-Baptiste Charcot, Louis-Charles Bréguet, Pierre Benoit, Joseph Kessel, Alfred Machard, Michel Verne et Jean-Jules Verne.
Le prix récompense un manuscrit inédit de 5 000 à 6 000 lignes et est doté d'une somme de 5 000 frs. Le gagnant est publié dans Lecture pour tous puis en volume chez Hachette.

## Lauréats

### Années 1920 et 1930
- 1927 : La Petite-Fille de Michel Strogoff d'Octave Béliard
- 1928 : Le Secret des sables de Jules-Louis-Gaston Pastre
- 1929 : L'Éther Alpha d'Albert Bailly
- 1930 : L'Île au sable vert de Tancrède Vallerey
- 1931 : L'Étrange Menace du Pr Ioutchkoff d'Hervé de Peslouan
- 1932 : L'Étrange disparition de James Butler[Note 1] de Pierre Palau
- 1933 : Les Vaisseaux en flammes de Jean-Toussaint Samat

### Années 1950 et 1960
- 1958 : L' Adieu aux astres (Serge Martel)
- 1959 : Surface de la planète (Daniel Drode)
- 1960 : La Machine du pouvoir (Albert Higon)
- 1961 : Le Sub-espace (Jérome Sériel)
- 1962 : Le Ressac de l'espace (Philippe Curval)
- 1963 : Métro pour l'enfer (Vladimir Volkoff)